# Orizzonte medio
L'orizzonte medio è una fase della protostoria della regione delle Ande centrali compresa tra il periodo intermedio antico e il periodo intermedio recente; per la maggior parte delle cronologie proposte questo periodo inizia nel 600 d.C. e termina nel 1000 d.C.
L'orizzonte medio si caratterizza per l'espansione nell'area delle civiltà Huari a nord e Tiahuanaco a sud. Il tramonto di questa egemonia culturale segna la fine della fase e l'inizio del successivo periodo, nel quale si assiste allo sviluppo di una serie di culture regionali la cui influenza si estende su aree più limitate, quali le civiltà Chimú, Sican, Chachapoyas, Chancay, Chincha, Colla e Lupaca.

## Cronologia
La storia delle civiltà preincaiche è in realtà una protostoria, in quanto è priva di testimonianze scritte e può basarsi soltanto sugli studi archeologici. Nel tentativo di introdurre alcune suddivisioni artificiali, basate sui mutamenti culturali, nel 1962 John Howland Rowe propose una scala cronologica; in base a tale ipotesi il lasso di tempo compreso tra la comparsa della ceramica nell'area e la conquista spagnola veniva divisa, dopo un breve periodo iniziale, in tre orizzonti e due periodi intermedi. Ai primi corrisponde la presenza di una o due culture dominanti, mentre i secondi sono caratterizzati da una grande fioritura di culture regionali dall'area di influenza più limitata. In questo schema l'orizzonte medio, caratterizzato dal dominio delle civiltà Huari a nord e da quello Tiahuanaco a sud, è la seconda fase culturale forte, inserita tra i due periodi intermedi. Inizialmente fissata tra il 550 e il 900 d.C., la datazione è stata in seguito spostata da Edward Lanning tra il 600 e il 1000 d.C.

## Caratteristiche principali
Molti studiosi ritengono che sia proprio l'orizzonte medio il periodo in cui nelle Ande centrali si svilupparono vere e proprie civiltà dotate di capitali, governi centralizzati e forse sistemi di espansione di tipo imperiale. In questa fase le manifestazioni culturali più complesse si trasferirono dalla costa settentrionale peruviana e dalle vicine valli andine alla zona degli altipiani compresa tra il Perù e la Bolivia; di qui le nuove forme stilistiche si sono propagate in gran parte dell'America del Sud occidentale.
La fase è caratterizzata dal tramonto delle precedenti culture che avevano caratterizzato il periodo intermedio antico e dalla diffusione delle culture Tiahuanaco e Huari. La prima, sorta nella zona del lago Titicaca, ha visto espandersi la sua sfera d'influenza sui territori della Bolivia e del Cile settentrionale; la seconda invece si è propagata verso nord, fino alla costa settentrionale peruviana. La relazione tra le due culture è discussa: il ritrovamento di ceramiche Tiahuanaco nei pressi della capitale Huari, oltre che la cronologia stessa, hanno portato alcuni studiosi a ipotizzare un'iniziale dipendenza della seconda dalla prima, oppure la presenza di scambi culturali e commerciali tra esse; altri ancora ritengono che Huari fosse la capitale di uno dei tanti stati regionali della zona, legati tra loro da forti vincoli.
Il collasso della civiltà Tiahuanaco nell'XI secolo, dovuto alla siccità o a un crollo indipendente delle gerarchie statali, seguito poco dopo da quello della potenza Huari, innescato dalle rivolte interne oppure anch'esso dai cambiamenti climatici, portò ad un'estrema frammentazione di stati e signorie diverse, caratteristica del periodo intermedio recente. Nella costa settentrionale del Perù, all'interno del territorio che aveva visto lo sviluppo della civiltà Moche, si sviluppò a partire dal X secolo il regno di Chimor, che diverrà nei secoli successivi il principale rivale dell'impero inca. Mentre nella sierra andina si andavano sviluppando piccoli stati dal potere centralizzato che tentavano di unificare le diverse colonie abitative sparse nel territorio allo scopo di sfruttare tutte le risorse disponibili, sulla costa meridionale peruviana si sviluppò la civiltà Chincha; non si è ancora certi del fatto che questa sia riuscita ad instaurare un'organizzazione statale centralizzata, ma dopo la sua caduta nella sfera d'influenza inca fu tenuta in gran conto da questi ultimi, tanto che, secondo quanto attestato da Pedro Cieza de León, l'imperatore permetteva al capo Chincha di pranzare o di essere condotto in portantina sotto i suoi stessi occhi.